# Diecezja Tepic
Diecezja Tepic (łac. Dioecesis Tepicensis) – diecezja Kościoła rzymskokatolickiego w Meksyku, należąca do archidiecezji Guadalajara.

## Historia
23 czerwca 1891 roku papież Leon XIII erygował diecezję Tepic. Dotychczas wierni z tych terenów należeli do archidiecezji Guadalajara.

## Ordynariusze
- Ignacio Díaz y Macedo (1893 – 1905)
- Andrés Segura y Domínguez (1906 – 1918)
- Manuel Azpeitia Palomar (1919 – 1935)
- Anastasio Hurtado y Robles (1935 – 1970)
- Adolfo Antonio Suárez Rivera (1971 – 1980)
- Alfonso Humberto Robles Cota (1981 – 2008)
- Ricardo Watty Urquidi (2008 – 2011)
- Luis Artemio Flores Calzada (od 2012 roku)